# Liga Nacional de Fútbol de Rusia 2021-22
La temporada 2021-22 fue la 30.ª edición de la Liga Nacional de Fútbol de Rusia, campeonato de segunda división de fútbol en Rusia.

## Movimientos de clubes
Equipos que intercambiaron plazas para esta temporada.

### Hacia la FNL
| Pos  | Descendidos de la Liga Premier de Rusia |
| ---- | --------------------------------------- |
| 17.º | Rotor Volgogrado                        |
| 18.º | Tambov                                  |

| Grupo | Ascendidos de la Liga de Fútbol Profesional |
| ----- | ------------------------------------------- |
| 1     | Kubán Krasnodar                             |
| 2     | Olimp-Dolgoprudny                           |
| 3     | Metallurg Lipetsk                           |
| 4     | KAMAZ Naberezhnye Chelny                    |

### Desde la FNL
| Pos  | Descendidos a divisiones inferiores |
| ---- | ----------------------------------- |
| 12.º | Chayka Peschanokopskoye             |
| 19.º | Irtysh Omsk                         |
| 20.º | Dynamo Bryansk                      |
| 21.º | Chertanovo Moscú                    |
| 22.º | Shinnik Yaroslavl                   |

| Pos | Ascendidos de la Liga Nacional de Fútbol |
| --- | ---------------------------------------- |
| 1.º | Krylia Sovetov Samara                    |
| 3.º | Nizhni Nóvgorod                          |

## Equipos participantes
| Club                        | Ciudad             | Estadio                                    | Capacidad |
| --------------------------- | ------------------ | ------------------------------------------ | --------- |
| FC Akron Tolyatti           | Tolyatti           | Kristall, Zhiguliovsk                      | 1565      |
| Alania Vladikavkaz          | Vladikavkaz        | Republicano Spartak                        | 32 464    |
| FC Baltika                  | Kaliningrado       | Arena Baltika                              | 35 212    |
| FC Oremburgo                | Oremburgo          | Gazovik                                    | 7520      |
| Tom Tomsk                   | Tomsk              | Trud                                       | 15 000    |
| Olimp-Dolgoprudny           | Dolgoprudny        | Salyut                                     | 5750      |
| FC Fakel                    | Vorónezh           | Central Sindical                           | 31 793    |
| FC Neftekhimik              | Nizhnekamsk        | Neftekhimik                                | 3100      |
| FC Krasnodar-2              | Krasnodar          | Academia Krasnodar                         | 3500      |
| Metallurg Lipetsk           | Lípetsk            | Metallurg                                  | 14 940    |
| FC Rotor Volgogrado         | Volgogrado         | Volgogrado Arena                           | 45 568    |
| Veles Moscú                 | Moscú              | Avangard, Domodedovo                       | 5503      |
| SKA-Jabarovsk               | Jabárovsk          | Lenin (Jabárovsk)                          | 15 200    |
| FC Spartak-2 Moscú          | Moscú              | Academia Spartak                           | 3077      |
| FC Tekstilshchik            | Ivánovo            | Tekstilshchik                              | 9565      |
| Torpedo Moscú               | Moscú              | Sports Village, Complejo Olímpico Luzhniki | 1872      |
| FC Volgar Astrakhan         | Astracán           | Central (Astrakhan)                        | 21 500    |
| FC Kubán Krasnodar          | Krasnodar          | Kubán                                      | 31 798    |
| FC KAMAZ Naberezhnye Chelny | Náberezhnye Chelny | KAMAZ                                      | 10 500    |
| FC Yenisey Krasnoyarsk      | Krasnoyarsk        | Central (Krasnoyarsk)                      | 15 000    |

## Clasificación
| Pos. | Equipo                    | Pts. | PJ | G  | E  | P  | GF | GC | Dif. | Ascenso, clasificación o descenso        |
| ---- | ------------------------- | ---- | -- | -- | -- | -- | -- | -- | ---- | ---------------------------------------- |
| 1    | Torpedo Moscú (C, A)      | 75   | 38 | 20 | 15 | 3  | 65 | 36 | +29  | Ascenso a la Liga Premier de Rusia       |
| 2    | Fakel Voronezh (A)        | 74   | 38 | 23 | 5  | 10 | 60 | 33 | +27  | Ascenso a la Liga Premier de Rusia       |
| 3    | Oremburgo (A)             | 74   | 38 | 23 | 5  | 10 | 64 | 37 | +27  | Clasificación a los play-offs de ascenso |
| 4    | SKA-Jabarovsk             | 65   | 38 | 19 | 8  | 11 | 48 | 38 | +10  | Clasificación a los play-offs de ascenso |
| 5    | Yenisey Krasnoyarsk       | 63   | 38 | 19 | 6  | 13 | 58 | 55 | +3   |                                          |
| 6    | Alania Vladikavkaz        | 60   | 38 | 17 | 9  | 12 | 75 | 53 | +22  |                                          |
| 7    | Spartak-2 Moscú           | 58   | 38 | 18 | 4  | 16 | 48 | 55 | −7   | Disuelto después de la temporada         |
| 8    | Neftekhimik Nizhnekamsk   | 58   | 38 | 17 | 7  | 14 | 60 | 43 | +17  |                                          |
| 9    | Akron Tolyatti            | 58   | 38 | 16 | 10 | 12 | 47 | 40 | +7   |                                          |
| 10   | Baltika Kaliningrado      | 58   | 38 | 14 | 16 | 8  | 51 | 30 | +21  |                                          |
| 11   | Krasnodar-2               | 53   | 38 | 15 | 8  | 15 | 45 | 45 | 0    | Inelegible para ascender                 |
| 12   | Kubán Krasnodar           | 49   | 38 | 13 | 10 | 15 | 45 | 48 | −3   |                                          |
| 13   | Veles Moscú               | 48   | 38 | 14 | 6  | 18 | 45 | 48 | −3   |                                          |
| 14   | Tom Tomsk (D)             | 48   | 38 | 13 | 9  | 16 | 51 | 60 | −9   | Descenso a divisiones inferiores         |
| 15   | Olimp-Dolgoprudny (D)     | 41   | 38 | 9  | 14 | 15 | 35 | 47 | −12  | Descenso a divisiones inferiores         |
| 16   | Volgar Astrakhan          | 39   | 38 | 10 | 9  | 19 | 30 | 43 | −13  |                                          |
| 17   | KAMAZ Naberezhnye Chelny  | 37   | 38 | 8  | 13 | 17 | 29 | 45 | −16  |                                          |
| 18   | Rotor Volgogrado (D)      | 36   | 38 | 8  | 12 | 18 | 37 | 53 | −16  | Descenso a divisiones inferiores         |
| 19   | Metallurg Lipetsk (D)     | 33   | 38 | 9  | 6  | 23 | 31 | 70 | −39  | Descenso a divisiones inferiores         |
| 20   | Tekstilshchik Ivanovo (D) | 23   | 38 | 5  | 8  | 25 | 31 | 76 | −45  | Descenso a divisiones inferiores         |

 Fuente: Soccerway
Criterios de clasificación: 1) Puntos; 2) Partidos ganados; 3) Puntos partidos directos; 4) Partidos ganados en enfrentamientos directos; 5) Gol diferencia en partidos directos; 6) Goles anotados en partidos directos; 7) Goles de visitante en partidos directos; 8) Gol diferencia; 9) Goles anotados; 10) Goles de visitante.
Notas:
1. 1 2  Puntos en partidos directos: Fakel 6, Oremburgo 0.
2. ↑  El 23 de mayo de 2022, Spartak Moscú anunció que FC Spartak-2 Moscú sería disuelto y no participará en la temporada 2022-23.[1] El presidente de la Liga Nacional anunció que el reemplazo sería escogido en una fecha posterior.[2]
3. ↑  El 3 de junio de 2022, la Unión de Fútbol de Rusia rechazó la apelación de Tom Tomsk sobre su decisión anterior de negarle a Tom la licencia RFS-2 que es necesaria para jugar en la FNL. Tom anunció que presentaría una solicitud para la licencia FNL2.[3]
4. ↑  El 3 de junio de 2022, la Unión de Fútbol de Rusia confirmó su decisión de no otorgar a Olimp-Dolgoprudny la licencia RFS-2 necesaria para jugar en la FNL. Su apelación no fue considerada porque no fue presentada de acuerdo con el procedimiento.[4]

## Resultados
| Local \ Visitante | AKR | ALA | BAL | TOM | KAM | UKR | FAK | OLD | KRA | MET | NEF | VEL | ORE | VOL | SKA | SPA | TEK | ROT | TOR | YEN |
| ----------------- | --- | --- | --- | --- | --- | --- | --- | --- | --- | --- | --- | --- | --- | --- | --- | --- | --- | --- | --- | --- |
| Akron             |     | 2–1 | 0–0 | 3–3 | 0–0 | 1–0 | 2–0 | 2–1 | 1–0 | 2–0 | 1–3 | 1–1 | 0–3 | 1–0 | 1–2 | 0–1 | 4–1 | 1–0 | 1–0 | 4–1 |
| Alania            | 2–2 |     | 0–3 | 3–0 | 3–2 | 3–2 | 1–0 | 2–0 | 2–1 | 5–0 | 2–3 | 2–1 | 1–0 | 0–1 | 3–1 | 2–3 | 4–0 | 0–1 | 5–1 | 1–2 |
| Baltika           | 2–0 | 1–1 |     | 4–0 | 0–0 | 1–0 | 0–1 | 1–1 | 2–1 | 0–0 | 0–0 | 1–0 | 1–1 | 0–2 | 2–0 | 0–1 | 3–0 | 2–1 | 1–1 | 1–2 |
| Tom Tomsk         | 2–1 | 1–3 | 1–0 |     | 1–0 | 2–1 | 2–2 | 1–1 | 1–2 | 2–2 | 1–1 | 1–0 | 1–2 | 2–1 | 1–0 | 1–0 | 1–0 | 1–1 | 2–5 | 0–1 |
| KAMAZ             | 1–2 | 1–1 | 0–1 | 2–1 |     | 0–0 | 2–1 | 1–1 | 2–0 | 3–0 | 0–1 | 1–3 | 0–4 | 0–0 | 1–2 | 4–1 | 1–0 | 0–2 | 0–0 | 1–1 |
| Kubán             | 2–0 | 5–5 | 1–1 | 2–2 | 1–0 |     | 0–4 | 0–2 | 0–0 | 0–3 | 0–2 | 0–2 | 0–1 | 1–3 | 1–0 | 1–2 | 1–0 | 2–1 | 1–2 | 2–1 |
| Fakel             | 1–0 | 2–1 | 3–3 | 2–0 | 1–0 | 0–0 |     | 1–0 | 0–0 | 3–2 | 3–1 | 1–0 | 1–0 | 1–0 | 0–1 | 3–0 | 3–0 | 1–0 | 0–1 | 3–1 |
| Olimp-Dolgoprudny | 0–2 | 1–1 | 0–2 | 1–0 | 1–1 | 1–0 | 2–0 |     | 0–1 | 1–0 | 2–4 | 0–2 | 0–0 | 2–1 | 1–1 | 1–4 | 1–0 | 2–2 | 3–3 | 0–0 |
| Krasnodar-2       | 2–0 | 1–3 | 0–3 | 2–1 | 4–1 | 1–2 | 1–2 | 2–0 |     | 1–0 | 2–0 | 0–0 | 5–2 | 1–0 | 3–1 | 1–3 | 1–1 | 1–1 | 1–1 | 4–0 |
| Metallurg         | 2–2 | 0–3 | 0–4 | 3–2 | 0–1 | 0–2 | 1–2 | 0–0 | 1–2 |     | 1–2 | 1–0 | 1–0 | 1–0 | 1–1 | 0–2 | 0–0 | 0–1 | 1–3 | 0–2 |
| Neftekhimik       | 0–0 | 5–2 | 0–0 | 0–1 | 1–1 | 0–3 | 3–0 | 1–0 | 4–1 | 5–0 |     | 2–1 | 2–1 | 0–1 | 0–0 | 5–0 | 3–1 | 1–3 | 0–1 | 2–3 |
| Veles             | 1–1 | 2–2 | 1–1 | 1–0 | 0–0 | 1–0 | 0–4 | 1–0 | 3–1 | 1–2 | 1–2 |     | 1–2 | 0–2 | 1–2 | 2–1 | 3–2 | 3–1 | 3–5 | 1–0 |
| Oremburgo         | 1–0 | 0–0 | 2–1 | 2–1 | 2–0 | 1–3 | 0–2 | 2–2 | 2–0 | 4–0 | 1–0 | 2–1 |     | 4–0 | 2–0 | 2–1 | 2–0 | 0–3 | 1–0 | 2–0 |
| Volgar            | 1–0 | 1–1 | 2–2 | 0–3 | 0–1 | 0–2 | 0–2 | 0–1 | 0–0 | 0–2 | 1–0 | 0–1 | 2–2 |     | 1–1 | 1–0 | 1–1 | 2–0 | 0–1 | 2–3 |
| SKA-Jabarovsk     | 0–3 | 2–0 | 0–2 | 2–0 | 1–0 | 1–0 | 2–1 | 3–3 | 1–0 | 1–0 | 3–1 | 2–0 | 1–0 | 1–0 |     | 0–1 | 4–0 | 3–1 | 0–1 | 4–3 |
| Spartak-2 Moscú   | 0–1 | 3–2 | 1–2 | 3–1 | 3–0 | 0–0 | 2–0 | 0–2 | 0–0 | 3–2 | 0–4 | 0–2 | 2–3 | 1–0 | 1–1 |     | 2–1 | 1–1 | 0–1 | 2–1 |
| Tekstilshchik     | 2–2 | 0–4 | 3–2 | 1–1 | 4–1 | 1–3 | 0–5 | 3–1 | 0–1 | 1–2 | 1–0 | 2–0 | 2–5 | 1–2 | 0–3 | 1–2 |     | 1–3 | 1–1 | 0–1 |
| Rotor Volgogrado  | 1–2 | 0–0 | 1–1 | 1–5 | 1–0 | 1–3 | 1–2 | 1–1 | 1–2 | 0–1 | 2–1 | 0–3 | 0–3 | 1–1 | 0–0 | 0–1 | 0–0 |     | 1–1 | 2–3 |
| Torpedo           | 0–0 | 3–1 | 2–2 | 3–3 | 1–1 | 2–2 | 2–2 | 1–0 | 2–0 | 7–1 | 1–1 | 1–0 | 2–1 | 1–0 | 0–0 | 5–0 | 0–0 | 1–0 |     | 2–1 |
| Yenisey           | 3–2 | 0–3 | 1–0 | 2–3 | 0–0 | 2–2 | 2–1 | 1–0 | 2–0 | 2–1 | 2–0 | 3–2 | 1–2 | 2–2 | 3–1 | 2–1 | 3–0 | 1–1 | 0–1 |     |

## Play-off de ascenso-descenso
Los equipos que finalizaron en el puesto 13 y 14 de la Liga Premier de Rusia se enfrentaron a los equipos que terminaron en el puesto 3 y 4 de la Liga Nacional de Rusia. La conformación de las llaves se realizó mediante sorteo en una fecha sobre el final de temporada.
| Equipo 1 | Agr. | Equipo 2      | Ida | Vuelta |
| -------- | ---- | ------------- | --- | ------ |
| Jimki    | 3–1  | SKA-Jabarovsk | 0–1 | 3–0    |
| Ufa      | 3–4  | Oremburgo     | 2–2 | 1–2    |

### Llave 1
| Ida; 25 de mayo de 2022 | SKA-Jabarovsk | 1 – 0   | Jimki | Estadio Lenin, Jabárovsk       |                                |
| 19:30 (UTC+10)          | Emmerson 14'  | Reporte |       | Árbitro(s): Vladimir Moskalyov | Árbitro(s): Vladimir Moskalyov |

| Vuelta; 28 de mayo de 2022 | Jimki                                             | 3 – 0 (Global 3 – 1) | SKA-Jabarovsk | Arena Jimki, Jimki         |                            |
| 14:00 (UTC+3)              | - Glushakov 8' (pen.) - Mirzov 45+2' - Dolgov 50' | Reporte              |               | Árbitro(s): Serguéi Ivanóv | Árbitro(s): Serguéi Ivanóv |

### Llave 2
| Ida; 25 de mayo de 2022 | Oremburgo                   | 2 – 2   | Ufa                                        | Estadio Gazovik, Oremburgo       |                                  |
| 19:30 (UTC+5)           | - Gojković 70' - Malykh 84' | Reporte | - Agalarov 19' (pen.) - Kamilov 61' (pen.) | Árbitro(s): Vladislav Bezborodov | Árbitro(s): Vladislav Bezborodov |

| Vuelta; 28 de mayo de 2022 | Ufa            | 1 – 2 (Global 3 – 4) | Oremburgo                    | BetBoom Arena, Ufá        |                           |
| 18:00 (UTC+5)              | Zhuravlyov 44' | Reporte              | - Fameyeh 13' - Malykh 90+4' | Árbitro(s): Pavel Kukuyán | Árbitro(s): Pavel Kukuyán |

## Máximos goleadores
Actualizado al 21 de mayo de 2022.
| N.° | Jugador            | Club            | Goles |
| --- | ------------------ | --------------- | ----- |
| 1   | Maksim Maksimov    | Fakel Voronezh  | 22    |
| 2   | Aleksandr Yushin   | Neftekhimik     | 18    |
| 3   | Aleksandr Stavpets | Tom Tomsk       | 17    |
| 4   | Joel Fameyeh       | Oremburgo       | 15    |
| 4   | Mukhammad Sultonov | Torpedo Moscú   | 15    |
| 6   | David Karayev      | SKA-Jabarovsk   | 14    |
| 6   | Islam Mashukov     | Alania          | 14    |
| 8   | Artur Galoyan      | Veles Moscú     | 13    |
| 8   | Amur Kalmykov      | Torpedo Moscú   | 13    |
| 8   | Vladislav Shitov   | Spartak-2 Moscú | 13    |